# Desa Kalisari (administrativ by i Indonesien, Jawa Tengah, lat -6,96, long 110,51)
Desa Kalisari är en administrativ by i Indonesien.   Den ligger i provinsen Jawa Tengah, i den västra delen av landet, 400 km öster om huvudstaden Jakarta.